# Paraula és paraula
Paraula és paraula és un drama en tres actes, original i en vers d'Eduard Vidal i de Valenciano, estrenat al teatre de Liceu de Barcelona, la nit del 29 de desembre de 1868.
L'acció té lloc a El Masnou.

## Repartiment de l'estrena
- Maria: Antònia Juanín
- Pere: Joaquim García-Parreño
- Ramon: Emili Arolas
- Pau: Frederic Fuentes
- Luis: Antoní Grifell
- Gervasi: Antoni Tutau